# إميل لا كور
إميل لا كور (بالدنماركية: Emil La Cour)‏ هو لاعب كرة قدم دنماركي، ولد في 19 يوليو 1991 في سفينبورغ في الدنمارك.